# Министър на обществените сгради, пътищата и съобщенията на България
Министърът на обществените сгради, пътищата и съобщенията е член на правителството, т.е. на изпълнителната власт (кабинета) и ръководи и координира пътищата, архитектурата и железниците в страната. Избиран е от парламента или се назначава от държавния глава на България.

## Министри
Списъкът на министрите на обществените сгради, пътищата и съобщенията е подреден по ред на правителство.

### Министър на обществените сгради, пътищата и съобщенията (1893–1911)
| правителство | име                  | дати                                | партия                          | партия |
| ------------ | -------------------- | ----------------------------------- | ------------------------------- | ------ |
| 15           | Димитър Петков       | 19 ноември 1893 – 19 май 1894       | Народнолиберална партия         |        |
| 16           | Григор Начович       | 19 май 1894 – 17 септември 1894     | Народна партия                  |        |
| 16           | Константин Величков  | 17 септември 1894 – 9 декември 1894 | Народна партия                  |        |
| 17           | Михаил Маджаров      | 9 декември 1894 – 18 януари 1899    | Народна партия                  |        |
| 18           | Димитър Тончев       | 19 януари 1899 – 1 октомври 1899    | Либерална партия (радослависти) |        |
| 19           | Димитър Тончев       | 1 октомври 1899 – 27 ноември 1900   | Либерална партия (радослависти) |        |
| 20           | Стефан Паприков      | 27 ноември 1900 – 12 януари 1901    | военен                          |        |
| 21           | Стефан Паприков      | 12 януари 1901 – 20 февруари 1901   | военен                          |        |
| 22           | Иван Белинов         | 20 февруари 1901 – 21 декември 1902 | Демократическа партия           |        |
| 23           | Александър Людсканов | 22 декември 1902 – 9 март 1902      | Прогресивнолиберална партия     |        |
| 23           | Никола Константинов  | 9 март 1902 – 4 ноември 1902        | Прогресивнолиберална партия     |        |
| 24           | Димитър Попов        | 4 ноември 1902 – 18 март 1903       | Прогресивнолиберална партия     |        |
| 25           | Димитър Попов        | 18 март 1903 – 6 май 1903           | Прогресивнолиберална партия     |        |
| 26           | Димитър Попов        | 6 май 1903 – 18 август 1905         | Народнолиберална партия         |        |
| 26           | Тодор Гатев          | 18 август 1905 – 23 ноември 1905    | Народнолиберална партия         |        |
| 26           | Димитър Петков       | 23 ноември 1905 – 22 октомври 1906  | Народнолиберална партия         |        |
| 27           | Димитър Петков       | 22 октомври 1906 – 26 февруари 1907 | Народнолиберална партия         |        |
| 28           | Димитър Станчов      | 27 февруари 1907 – 3 март 1907      | безпартиен                      |        |
| 29           | Димитър Станчов      | 3 март 1907 – 22 май 1907           | безпартиен                      |        |
| 29           | Иван Халачев         | 22 май 1907 – 16 януари 1908        | Народнолиберална партия         |        |
| 30           | Александър Малинов   | 16 януари 1908 – 5 септември 1910   | Демократическа партия           |        |
| 31           | Михаил Такев         | 5 септември 1910 – 16 март 1911     | Демократическа партия           |        |
| 32           | Антон Франгя         | 16 март 1911 – 11 юли 1911          | Прогресивнолиберална партия     |        |